# Психофизиология восприятия
Психофизиология восприятия — направление теоретической психофизиологии, занимающееся изучением физиологических механизмов восприятия.

## Характеристика, предмет и задачи
Восприятие мира человеком осуществляется посредством его сенсорных систем при этом обрабатывается поток информации, скорость которого составляет около 11 миллионов бит в секунду.
Восприятия возникают в результате обработки сенсорной информации из которой извлекается (формируется) семантическая, прагматическая и другая информация. В случае, если сформированные восприятия (семантические содержания) недостаточны сильны для того, чтобы достичь сознание (так называемые подпороговые (сублиминальные) восприятия), они могут сохраниться в личном бессознательном, из которого в дальнейшем могут быть извлечены в область сознания, например, с применением гипноза.

## Визуальное восприятие мира
Визуальное восприятие мира осуществляется посредством зрительной системы и хотя визуальная картина мира кажется цельной, она собирается из результатов нервной деятельности нескольких десятков взаимодействующих областей мозга, специализированных на реализацию конкретных аспектов зрения. К 2000 году было идентифицировано более 30 участков коры головного мозга, связанных с глазами через зрительную зону V1 и выполняющих специфические функции обработки визуальной информации.
При формировании визуальной картины мира зрительная система человека обрабатывает поток информации в 10 миллионов бит в секунду.

### Восприятие зрительной и пространственной информации
Зрительная и пространственная информация выделяется из визуальной информации, находящейся в сенсорной иконической памяти (см. память), системами распознавания — «что» (по вентральному пути) и локализации — «где»(по дорсальному пути) выявляется семантическая информация: зрительная о свойствах объектов (о форме, цвете и распределении объектов) и пространственная (о местоположении и движении объектов).

### Восприятие лиц
С рождения младенцы интересуются человеческими лицами, однако имеют очень приблизительную модель лица и потому видят его в почти любом круглом предмете, имеющем два «глаза» и «рот» и находящемся на расстоянии приблизительно 20 см. К четырём или пяти месяцам дети начинают уверенно отличать лица от других предметов. Вероятно, это связано с развитием веретенообразной (веретеновидной) извилины, участка на границе между затылочной и височной долями, вентральная поверхность которой специализируется на распознавание лиц. По всей видимости, активизация веретенообразной извилины происходит уже у двухмесячных младенцев.
При поражении этой области возникает прозопагнозия — расстройство восприятия лица, при котором теряется способность узнавать лица. 
Обработка и восприятие визуальной информации о лице, осуществляется распределенной системой, состоящей из нескольких областей мозга. Ядро этой системы составляют: область в нижней затылочной извилине (OFA), обеспечивающая начальный анализ отдельных частей лица; область в веретеновидной извилине (FFA), проводящая анализ инвариантных характеристик лица и обеспечивающая узнавание человека по лицу; область в задней части верхней височной борозды (pSTS), активирующаяся при анализе изменчивых аспектов — выражения лица, движений губ при речи и направления взгляда. В расширенной системе происходит дальнейший анализ направления взгляда (межтеменная  борозда — IPS), семантики (нижняя лобная извилина — IFG, передняя височная  кора — ATC), эмоциональной составляющей (миндалина — Amy, островковая кора — Ins), биографической (предклинье — PreCun, задняя поясная извилина — pCiG) и другой информации. Связанная с восприятием объектов, латеральная  затылочная  кора (LOC), может включаться в ранний анализ структуры изображения лица. При этом выявление различных аспектов визуальной информации о лице осуществляется не автономной работой отдельных областей мозга, реализующих конкретные функции, а взаимосвязанной скоординированной их работой.
Не вся информация, связанная с восприятием лиц может достигать сознания. Так, проведённые в 2004 и 2006 годах исследования, показали, что у пациентов, которым экспонировали испуганные лица представителей других рас, наблюдалось повышение активности миндалевидного тела, в то время, как информация об эмоциях лиц на показанных картинках уровня сознания не достигала.

### Восприятие речи
Усвоение и понимание письменной и устной речи осуществляется частью коры головного мозга, называемой областью Вернике.|Одной из самых популярных моделей естественного чтения текста человеком на средней скорости по целым словам является E-Z Reader, разработанная на основе положений когнитивной психологии.

### Непосредственное восприятие математических свойств и соотношений
Восприятие людей и высших животных включает функцию непосредственного определения различных математических свойств и соотношений, в том числе количественных.
Люди и животные обладают непосредственным восприятием множественности, позволяющим им практически мгновенно сравнивать размеры различных групп объектов, так младенцы обладают способностью без расчетов определять соотношение размеров групп при количестве объектов в них 1:2.
Взрослые могут определять более сложные соотношения 7:8. Другой универсальной способностью восприятия является субитизация, умение мгновенно определять количество объектов в небольших группах (до четырёх). Детекторы, селективные к числу объектов в поле зрения, обнаружены в височной коре обезьян.
Исследования, проводимые с применением фМРТ показывают, что количественные значения активируют участки, расположенные в лобных и задних отделах теменных долей, головного мозга. Одним из ключевых мест является внутритеменная борозда, где представлен семантический смысл чисел. У людей, страдающих дискалькулией — неспособностью к изучению арифметики, данный участок мозга меньше, чем у здоровых людей, и недостаточно активен.
Есть предположение, что в мозге образ множества чисел представлен в виде прямой, точки которой в порядке возрастания соответствуют числам.
Из-за этого время ответа, «какое из чисел больше», для близких чисел (например, 7 и 8), требует больше времени, чем для тех, разность которых велика (8 и 2).
Есть информация, что некоторые оленеводы могут мгновенно определять потерю нескольких голов в полутора, двухтысячных стадах оленей. При этом они не обладали умениями счета больших количеств.
Первые системные исследования развития непосредственного восприятия математических характеристик, в рамках изучения развития общих когнитивных способностей детей проводил французский психолог Пиаже.

## Парадоксы восприятия
Одним из давно известных парадоксов визуального восприятия является трудность определения направления движения объекта, занимающего большую часть зрительного поля, особенно, если скорость движения этого объекта велика. Недавно исследователи Московского государственного психолого-педагогического университета (МГППУ) выявили нейрофизиологические основы этого эффекта восприятия.

Учёные МГППУ исследовали нейронные механизмы, управляющие обработкой поступающей информации. Такие механизмы включают тормозные нейроны и функционируют на основе поддержания определённого баланса тормозящих и возбуждающих импульсов, управляющих восприятием информации. Часть таких механизмов обеспечивает сокращение объёма обрабатываемой информации, что особенно критично для зрительной информации из-за высокой интенсивности ее поступления. Механизмы обеспечения сокращения объёма обрабатываемой информации включают фильтрацию, отбора из огромного потока поступающей информации только тех ее составляющих, которые достаточны для формирования восприятия некоторой стандартизированной общей картины. Наличие таких механизмов необходимо, поскольку весь поток визуальной информации полностью обработать мозг не в состоянии.
Было выявлено, что функционирование таких механизмов проявляется в определенных свойствах гамма-волн, регистрируемых МЭГ и отражающих эффективность процессов нейронного торможения. При этом наибольшей информативностью обладают гамма-волны, вызываемые зрительными стимулами.
Функционирование нейронных механизмов обработки позволяет эффективно ориентироваться в среде для обычных условий, однако для некоторых нестандартных ситуациях, особенности их функционирования могут приводить к ошибкам. Так, например, чтобы четче определить направление движения в центре поля зрения, мозг тормозит обработку информации на периферии, сокращая ее восприятие. И в том случае, когда объект занимает большую часть зрительного поля, определить направление движения объекта, становится трудно, особенно, если скорость движения этого объекта велика.